# Стрий (аеродром)
Стрийський аеродром (також відомий як Аеропорт Львів-2) — недіючий аеродром (колишній військовий) розташований за 4 кілометри від міста Стрий (Львівська область). Унікальний тим, що міг приймати літаки всіх існуючих типів. Зараз аеродром не функціонує.

## Історія

### До 1939 року
Використання аеродрому було зафіксоване станом на 1915 рік.

### Друга Світова Війна
Станом на 22 червня 1941 року був під контролем Військово-Повітряних Сил СРСР, використовувався відносно мало. На аеродромі базувалися частини Київського Військового округу в складі 63-ї авіаційної дивізії.
22 червня 1941 року в 4:45 був атакований Ju 88 у складі KG 51. В результаті, на аеродромах Стрий і Лисятичі було знищено майно 13 КАЕ і 108-ї КАЕ, а також учбові та несправні літаки 62-го штурмового авіаполку.  
Від травня 1944 до середини липня 1944 використовувався Люфтваффе як авіабаза для розвідки і близької підтримки. На той час була трав'яна злітна смуга, орієнтовно 1280 x 895 метрів.
Злітна смуга довжиною 1025 метрів була розмічена і готова для початку будівельних робіт, але в середині липня 1944, за 10 днів до планованого початку робіт, аеродром було евакуйовано. 
З травня по червень 1944 року на аеродромі базувалась I група Sturzkampfgeschwader 77. 
З травня по липень 1944 на аеродромі базувалась 12-та протитанкова ескадрилья 9-ї штурмової ескадри (12. (Pz)/SG. 9) 4-ї авіаційної дивізії. 
З травня по липень 1944 на аеродромі базувалась розвідувальна група 1./NAGr. 2. 
З травня по червень 1944 на аеродромі базувалась група нічних винищувачів 1./NSGr. 4. 
З 11 травня по 20 липня 1944 на аеродромі базувалась 7 ескадрилья розвідувальної Aufklärungsgruppe 32. 
В липні 1944 базувався штаб 51 винищувальної ескадри «Мельдерс», 3-тя група (III./JG52) 52-ї винищувальної ескадри.
З 28 липня 1944 по 8 серпня 1944 базувалась 13 група 9-ї ескадри безпосередньої підтримки військ. 

### Після Другої Світової Війни
В 1951 році на аеродромі було сформоване управління 204-ї важкої бомбардувальної дивізії з 175-м важким бомбардувальним полком. В тому ж році на аеродром з Румунії був перебазований 260-й авіаполк. Обидва полки були оснащені літаками Ту-4. 
В 1958 році аеродром приймав цивільні рейси з аеропорту Львів, під час його реконструкції. 
В 1959 році 175-й ВБАП перейменований в 175-й транспортний авіаційний полк і переведений на Мелітопольський аеродром.
В 1960 260-й ВБАП був переданий в 15-ту гвардійську Гомельську ВБАД, та почав комплектуватися бомбардувальниками Ту-16, які експлуатував до 1980 року.  Управління 204-ї дивізії було розформоване в 1961 році.
В 1972 році 260-й ВБАП отримав літаки-ракетоносці Ту-16К, а в 1989 році полк почав переозброєння на бомбардувальники Ту-22М3.
Станом на 1991 рік, на аеродромі базувались Ту-16 (23) і Ту-22М3.
Після здобуття Україною незалежності в 1992 році 260-й ВБАП ввійшов в ВПС України. В 1993 Ту-22М перегнали на аеродром в Прилуки, а Ту-16К зняли з озброєння і згодом утилізували. Полк залишився без літаків.
В 1998 році 260-й ВБАП розформували.
З 1958 на аеродромі базувався 179-й винищувальний авіаційний полк (літаки МіГ-15, МіГ-17, Як-25, Су-9, МіГ-23М), в 1994 полк був переформатований в 10-ту авіаційну базу, а в 1996 — розформований.

### Період незалежності України
У 1990-х на аеродромі приземлявся Ан-225 «Мрія», який доставив із США зібрану українською діаспорою гуманітарну допомогу.
В 1999 році проведена сертифікація аеродрому і аеродром разом із ЗПС включений в реєстр аеродромів України, що дозволяє уже в даний час приймати літаки: Іл-62, Іл-76, Ан-124, Ан-225, В-747, В-767, DC-10 і випускати вище вказані типи повітряних суден та літаків класом нижче.
На початку 2000-их заговорили про створення вантажно-пасажирського аеропорту на базі стрийського аеродрому. У 2003 році аеродромом зацікавилися італійська та китайська компанії, проте справа до купівлі не дійшла.
У кінці 2005 року оголосило інвестиційний конкурс по створення аеропорту, у разі невдачі пропонувалося реформувати аеродром у промисловий парк. Проте цього разу ніхто не зацікавився аеродромом.
У 2009 році розпочалися роботи з демонтажу приміщень, складів, гаражів та іншого майна аеродрому.
В 2016 стало відомо про плани ліквідувати аеропорт та плани побудувати на його місці індустріальний парк та житло для військовослужбовців.
Станом на 2018 рік повністю демонтовано та зруйновано мережу рулювальних доріжок, захищені місця стоянок літаків, криті арочні залізобетонні укриття, а також інфраструктуру аеродромного, бойового, інженерно-технічного, матеріально-технічного забезпечення. На певних ділянках території під час проведення перерахованих робіт утворилися численні траншеї та ями, які є загрозою для здоров'я неуважних мандрівників. Чи не єдиний залишок інфраструктури — злітно-посадкова смуга.

## Аварії та катастрофи
- 29 квітня 1915 року. При виконанні розвідувального польоту льотчик Алєксандрович І.І. розбився об землю. Тип літака невідомий[14].
- 2 березня 1957 року, Ту-16 260 ВБАП, після нічного перельоту вертаючись у зону аеродрому і отримання команди РП: 'Енергічно взяти висоту круга', командир корабля в суцільній хмарності, знаючи, що попереду знаходиться гора, передчасно зробив різкий розворот і з креном у 90 град зіткнувся із землею[15].
- 27 квітня 1988 Ту-16 260 ВБАП, екіпаж 1кл., м-р Двоскін Ю. Я.. Вночі у поганих метеоумовах відбулась катастрофа літака, пілотуємого заступником командиру ескадрильї. При поверненні з маршруту командир екіпажу приступив до зниження з відкритими стулками вантажолюка не вимкнувши автопілот (АП-6Е), з висоти 9850 м. У процесі зниження для збільшення вертикальної швидкості в порушення вимог Інструкції екіпажу літака Ту-16 користувався тримером керма висоти. На висоті 9300 м командир екіпажу вимкнув АП-6Е. Послідувало енергійне граничне відхилення керма висоти на пікірування з зусиллями на штурвалі більше 200 кг і створення негативного навантаження 0,8. Перебуваючи в стані невагомості, льотчики подолати навантаження, що створилися, і вивести літак зі зниження не змогли. Реверс елеронів, що виник, викликав обертання літака з наростанням кутової швидкості до 22 град./с. Літак, продовжуючи зниження зі збільшенням поступальної та вертикальної швидкості, вийшов за межі допустимих експлуатаційних обмежень і повністю втратив управління. Екіпаж через великі знакозмінні перевантаження та швидкоплинність аварійної ситуації скористатися засобами порятунку не зміг і загинув[15].